# 约翰·伍兹
约翰·埃德温·伍兹（英語：John Edwin Woods，1942年8月16日—），是美国的翻译，主要从事德语文学的翻译。翻译了约翰·拉贝的《拉贝日记》，诺贝尔文学奖得主托马斯·曼、德国小说家阿尔弗雷德·德布林、瑞士剧作家弗里德里希·迪伦马特、德国剧作家徐四金、德国作家君特·格拉斯的作品。